# Helicocranchia pfefferi
Mực heo (Danh pháp khoa học: Helicocranchia pfefferi) là một loài mực thuộc chi Helicocranchia, họ Cranchiidae. Khi trưởng thành, chúng đạt kích thước khoảng 100 mm. Cơ thể đặc trưng với một vòi hút lớn, vây bơi nhỏ giống như mái chèo, cùng những xúc tu nhỏ ngay phía trên đôi mắt. Loài này sinh sống gần bề mặt đại dương, ở độ sâu từ 100 – 200 m. Chúng di chuyển xuống vùng mesopelagic khi trưởng thành, nhưng thể hiện kiểu di cư theo chiều thẳng đứng theo chu kỳ ngày đêm. Với vẻ ngoài độc đáo, H. pfefferi được ví như sự lai tạp giữa mực và heo, khiến chúng trở thành một trong những loài mực có ngoại hình đáng yêu nhất.